# علم الآثار في قطر

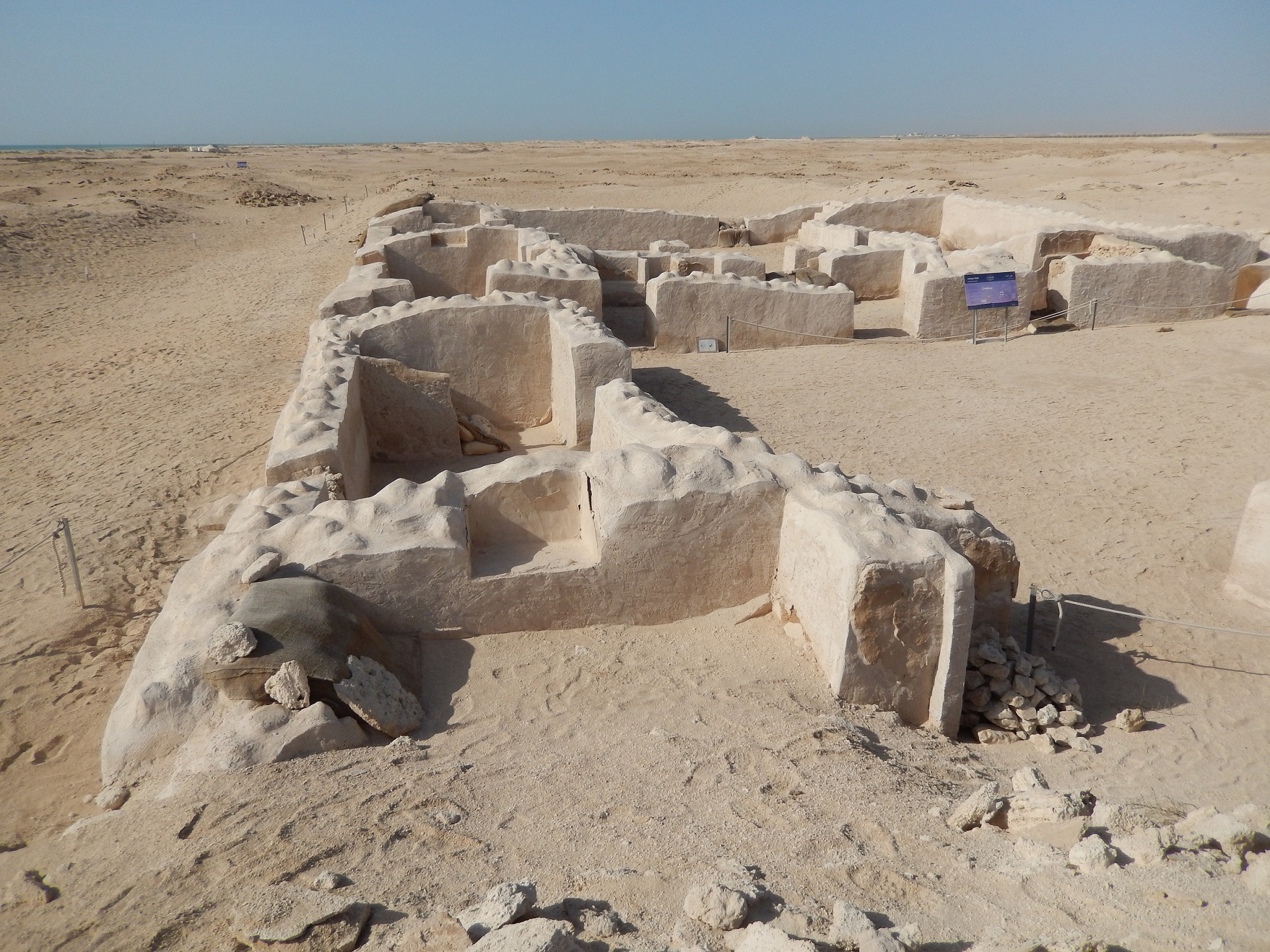
موقع الزبارة الأثري

علم الآثار في قطر بدأ كدراسة ميدانية في عام 1956. نُفِّذت خلاله ثلاث رحلات استكشافية كبرى طوال منتصف القرن العشرين، وكان أول هذه الرحلات فريق دنماركي الذي بدأ العمل في الخمسينيات من القرن الماضي، ثم أعقبها بعثات بريطانية وفرنسية في السبعينيات والثمانينيات. واكتشف خلال هذه الرحلات قرابة 200 موقع أثري، وكان أغلبها تنتشر في المناطق الساحلية (الدعسة ورأس أبروق وجزيرة الخور). واكتشفت البعثة الدنماركية بعض الآثر في موقع الوسيل من بينها أدوات الصيد قدرت أنها تعود إلى العصر الحجري الحديث.

## المتحف الوطني
تأسس المتحف الوطني في الدوحة عام 1975. وأصدرت الدولة قانون الآثار عام 1980 لحماية مواقعها الأثرية. حيث بدأت هيئة متاحف قطر في تنظيم مشاريع أثرية مشتركة مع العديد من الجامعات والمؤسسات الأوروبية في أواخر العقد الأول من القرن الحادي والعشرين.

## روابط خارجية
- المتحف الوطني في قطر